# یارام، ویکتوریا
یارام (به انگلیسی: Yarram) یک شهرک در استرالیا است که در ویکتوریا (استرالیا) واقع شده‌است.